# Hello! (album)
Hello! je šesté studiové album anglické rockové skupiny Status Quo, vydané v září roku 1973.

## Seznam skladeb
1. "Roll Over Lay Down" (Rossi/Parfitt/Lancaster/Coghlan/Young) - 5:45
2. "Claudie" (Rossi/Young) - 4:06
3. "A Reason for Living" (Rossi/Parfitt) - 3:46
4. "Blue Eyed Lady" (Parfitt/Lancaster) - 3:54
5. "Caroline" (Rossi/Young) - 4:18
6. "Softer Ride" (Parfitt/Lancaster) - 4:02
7. "And It's Better Now" (Rossi/Young) - 3:20
8. "Forty-Five Hundred Times" (Rossi/Parfitt) - 9:53
9. "Joanne" (Parfitt/Lancaster) - 4:06 (pouze na reedici v roce 2005)

## Sestava
- Francis Rossi - kytara, zpěv
- Rick Parfitt - guitar, klávesy, zpěv
- Alan Lancaster - baskytara
- John Coghlan - bicí